# Andrew Simpson (régatier)
Pour les articles homonymes, voir Andrew Simpson et Simpson.
Andrew Simpson, né le 17 septembre 1976 à Chertsey et mort le 9 mai 2013, est un marin britannique, champion olympique dans la catégorie Star.

## Carrière
Simpson gagne la médaille d'or en Star aux Jeux olympiques de Pékin en 2008, en équipe avec Iain Percy.

La même équipe remporte la médaille d'argent aux Jeux olympiques de Londres en 2012, dans la même catégorie.
Après le retrait du Star du programme olympique, Andrew Simpson rejoint en mars 2013 l'équipe suédoise Artemis Racing, dirigée par Paul Cayard et Iain Percy, pour participer à la coupe de l'America 2013. Il meurt le 9 mai 2013 après le chavirage du voilier d'Artemis Racing ; il n'a pu être réanimé après être resté une dizaine de minutes coincé sous le bateau retourné.

## Palmarès

### Jeux olympiques
- Jeux olympiques de 2008 à Pékin (Chine) : 
  -  Médaille d'or en Star avec Iain Percy.
- Jeux olympiques de 2012 à Londres (Royaume-Uni) : 
  -  Médaille d'argent en Star avec Iain Percy.

### Championnat du monde
- Championnats du monde 2003 à Cadix (Espagne) : 
  -  troisième en Finn.
- Championnats du monde 2007 à Cascais, (Portugal) : 
  -  troisième en Star avec Iain Percy.
- Championnats du monde 2010 à Rio de Janeiro, (Brésil) : 
  -  premier en Star avec Iain Percy.
- Championnats du monde 2012 à Hyères, (France) : 
  -  deuxième en Star avec Iain Percy.

### Championnat d'Europe
- Championnats d'Europe 2001 à Malcesine (Italie) : 
  -  deuxième en Finn.
- Championnats d'Europe 2007 à Malcesine (Italie) : 
  -  troisième en Star avec Iain Percy.
- Championnats d'Europe 2009 à Kiel, (Allemagne) : 
  -  deuxième en Star avec Iain Percy.